# Скальбия (район)
Скальбия (араб. السقيلبيه‎) — район (минтака) в составе мухафазы Хама, Сирия. Административным центром является город Скальбия.

## География
Находится на северо-западе мухафазы Хама. На востоке граничит с районом Мухрада и мухафазой Идлиб, на юге с районом Масьяф, на западе с мухафазой Латакия, а на севере с мухафазами Идлиб и Латакия.

## Административное деление
Район разделён на 5 нахий.
| Нахия            | Административный центр | Население (2004 г.), чел. | Карта |
| ---------------- | ---------------------- | ------------------------- | ----- |
| Скальбия         | Скальбия               | 49 686                    |       |
| Телль-Сальхаб    | Телль-Сальхаб          | 38 783                    |       |
| Эз-Зияра         | Эз-Зияра               | 38 872                    |       |
| Шатха            | Шатха                  | 25 273                    |       |
| Калъат-эль-Мудик | Калъат-эль-Мудик       | 85 597                    |       |